# Юзефіна Шелінська
Юзефіна «Юна» Шелінська (пол. Jozefina «Juna» Szelińska; 5 січня 1905, Бережани, Королівство Галичини та Володимирії, Австро-Угорщина — 11 липня 1991, Ґданськ, Польща) — польська перекладачка, вчителька та бібліотекарка. Наречена Бруно Шульца від 1933 до 1937 року.

## Життєпис
Юзефіна Шелінська народилася 5 січня 1905 року в Бережанах, у сім'ї полонізованих євреїв Сигизмунда та Елени Шрензелів. Батьки Шелінської перебралися з двома синами та донькою до Янова під Львовом, де мешкали до кінця життя. Батько вів адвокатську канцелярію. 
Після закінчення жіночу гімназії ім. королеви Ядвіги у Львові Шелінська почала навчання в Університеті Яна Казимира, де у 1929 році отримала диплом доктора в сфері полоністики та історії мистецтва як додаткового предмета, а три роки пізніше склала іспит, що давав право працювати вчителькою у середніх школах. 
Шелінська півроку працювала у чоловічій гімназії в Ярославі. У 1930–1934 роках працювала в Приватному жіночому вчительському семінарі у Дрогобичі також в II Приватній Гімназії імені Генріха Сенкевича. Учнем Шелінської був тоді, між іншим, Альфред Шрейер, який згадує її як вимогливу та дуже інтелігентну вчительку. 
На початку 1933 року Шелінська познайомилась з Бруно Шульцем, що мешкав в Дрогобичі. У 1934 році Шелінська втратила працю в Дрогобичі та повернулася до батьків у Янів. Потім переїхала до Варшави, де працювала в GUS. 
У 1937 році Шелінська зробила невдалу спробу самогубства. 
Під час німецької окупації приховувалася у Варшаві. Працювала як вихователька у бурсі Головної Опікунської Ради для виселених до Генерального Губернаторства, також як вчителька середніх шкіл. Під час варшавського повстання в 1944 році знайшла притулок та працю у Підприємстві для незрячих в Тростинах. 
1945 року почала працювати вчителькою в Ґданьську, а сім років пізніше стала директоркою Головної Ґданьської бібліотеки Вищої педагогічної школи. У 1968 році добровільно залишила керівну посаду, щоб зовсім не втратити роботу. Отримала посаду директора у відділі інформації бібліотеки. 

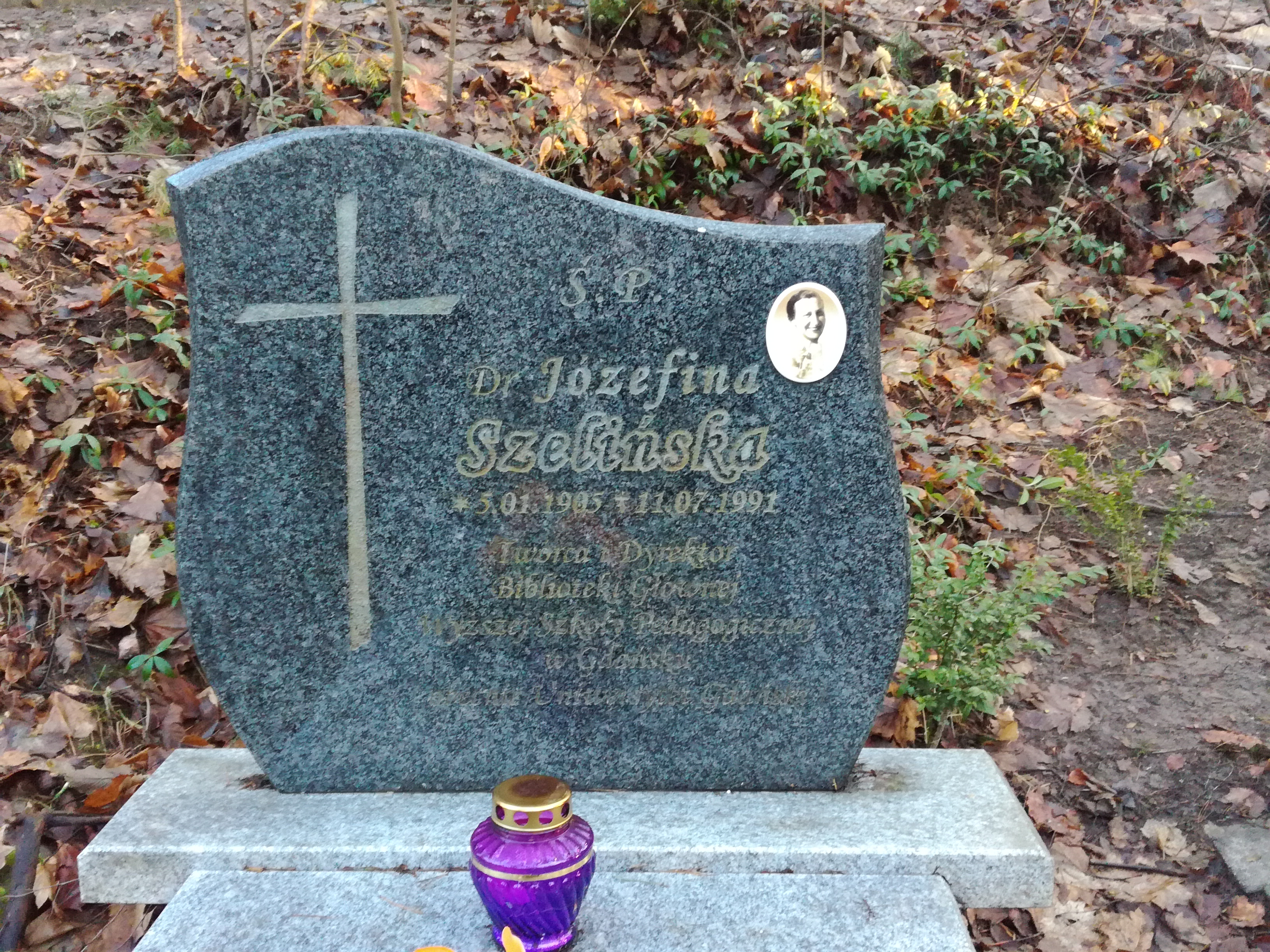
Могила Юзефіни Шелінської

У 1991 році зробила другу спробу самогубства, цього разу вдалу, за допомогою снодійних пігулок. Похована у Ґданьську на цвинтарі Сребжисько.

## Зв'язок з Бруно Шульцом і переклад Кафки
Юзефіна Шелінська, або як її називали Юна (Juna), була нареченою (від 1933 до 1937 року) Бруно, а також його компаньйонкою, музою і другом. Вона викладала літературу в польському ліцеї для дівчаток в Дрогобичі, де знімала квартиру і жила одна.
ЇЇ батьки були з Янова і єврейського походження, але вони перейшла на католицизм. Як вона сама згадує « В Янові була одна головна вулиця. Вона ясніла від пилу і світла. Я провела своє дитинство на озері, плаваючи і лазячи по деревам з моїми братами. З моєю матір’ю, я розмовляла французькою по-німецькою» (55). Про своє єврейське коріння вона писала так «ми проводили свята, як і всі наші католицькі сусіди. На Великдень ми фарбували писанки з цитатами великих польських поетів. На Різдво ми вішали на ялинку позолочені шишки і співали колядки. Ми були польськими патріотами. У нас було таке гарне прізвище «Ше-лін-ські». Як я любила її вимовляти, вона звучала як музика «Ше-лін-ська» (55). Вона була дуже освіченою жінкою, закінчила докторантуру по польській літературі в Львівському Університеті 1929 року. Як вона згадувала: «Я дуже пишалась своїм дипломом з польської літератури. Коли я зустріла Бруно, я вже мала диплом, я почувала себе особливою» (39). Мало відомого про її юні роки до зустрічі з Бруно, вона вважала своє життя незначним і неважливим щоби про нього розповідати в своїх листах. Вона тільки згадала що 1926 року, вона поїхала до Парижа де "богема артистів покинула Монмартр і перейшла на Лівий берег, де всюди танцювали танго і джаз, де ноги танцювали без зупинки. Шалені 20-ті роки у всій своїй красі!"(38). Знайомство Юни і Бруно було досить романтичним, як про це згадує Шелінська. Вони зустрілися навесні 1933 року, коли її колега, викладач фізики, якого вона часто бачила в товаристві Бруно, відвідав її. Алексій Кущак (Aleksy Kuszczak) прийшов щоби передати прохання свого колеги Бруно Шульца, який не наважився прийти сам, чи вона хотіла би позувати для портрету. Юна замислилась, хто такий Бруно Шульц? Так, вона його пам’ятає, вона його помічала на вулиці Міцкевича, він зупинявся щоби дати їй пройти, а в його очах палали обожнювання і смиренність. Вона тоді подумала «яка Мадам Боварі відмовилась би бути Музою артиста?», будучи приємно здивована таким сміливим жестом з його боку. Їй тоді було 28 років, а йому в той час 41. Зав’язалась тоді ніжна дружба і спілкування. Юна згадувала: «Увечері ми пили чай з варенням і занурювались в поезії Рільке. Або в нескінченну магію його уяви і метафор, де літали барвисті метелики» (16). Вона згадує що вона була «його Музою. Фатальною жінкою в стилі того часу. Але також другом, заінтригована таємницею художника Бруно, я шукала ключі до його серця» (41). Вони провели літні канікули 1935 року в Закопане (Zakopane). Це дуже тішило Юзефіну, вона так чекала цих канікул. Вона сподівалась, що її друзі зможуть переконати Бруно до переїзду. Вона також переживала, як вона зможе «підтримати бесіду з елітою польської літератури, і мені було дуже приємно, коли Дебора Фогель (Debora Vogel) схвалила вибір Бруно. Вона підкреслила мою красу і мою елегантність» (86).
Юна не надто багато говорить про свої почуття до Бруно, але вона писала що «як можна його кохати ще сильніше? Яким чином? Сильніше, це просто неможливо. У кожнім разі, існував тільки Бруно і Бруно. Він і для Нього. Спочатку Він, а потім його творчість» (89). Хоча вона пише, що з часом вона стає все більш і більш прозаїчною, і менше стурбованою його творчістю, а більше їх стосунками. Бруно обожнював Дрогобич, в той час як Юна кипіла від гніву коли він йому «співав дифірамби» (63). Він оспівував цей забутий шмат землі, і бачив в місцевій апатії і інертності силу і магію, яку вона не могла оцінити. Вона вирішила переїхати до Варшави, тому що не могла терпіти цю польську провінцію: «я дійсно почала задихатися в Дрогобичі. Я не хотіла більше жертвувати собою без причини. Я не хотіла загрузнути в жалюгідній і передбачуваній щоденності Дрогобича. Його похмурий привид завжди лякав мене» (73). Доля незабаром мені допомогла, я втратила роботу в школі, скорочення персоналу. Для «простої вчительки я надкваліфікована. Я вирішила повернутися до своїх батьків. Я вирішила що я втечу з Дрогобича. З Бруно чи без нього» (74). Питання про переїзд до великого міста виникало постійно. Я мріяла що би ми поїхали жити хоча би до Львова як на початок, але моєю метою була Варшава. А Бруно, вперто мені говорив що Дрогобич це «матриця його життя, його творчості і його космос» (91). Сидячи на ліжку, він продовжував мені це твердити що це єдине місце, де «пилюка має свій колір і блиск і де сутінки розкривали нові грані» (89). Юна згадує що їй було шкода його, але вона хотіла боротися з ним для себе і для нього також «я хотіла бути з ним, але «живою», а не в тому болоті, Дрогобичі. А він продовжував своє ниття : «де би я не був, я буду вирваний з коренем від своєї сутності. Скрізь я буду нещасливим: чи в Львові, чи в Варшаві» (91). Але Юна вирішила все-таки щось робити. Завдяки Тадеушу Штурму (Tadeusz Szturm), вона отримала роботу в Інституті Статистики в Варшаві як клерк. Бруно мав переїхати також до Варшави, але минали дні, самотні і одноманітні: «я ще вірила, що Бруно переїде. На той момент були листи. Він писав мені майже кожний день. Коли я писала про свої переживання і страхи, вони мені не здавалися такими «страшними» (94). У січні він все-таки приїхав до мене до Варшави, де він винаймав кімнату в пансіоні на вулиці Новий Світ (Nowy Swiat) Юзефіна згадує «І я не знаю як, але ми почали говорити про одруження. Чи була офіційна пропозиція зі сторони Бруно?» Вона пригадує що це було неформально, але їй було так приємно, хоча вона і чула що як це так, католичка з євреєм?! Бруно пишався тим, що я була красива і елегантна і він навіть попросив офіційно моєї руки у моїх батьків. «Він умів писати і знав, що це його найкраща зброя. Він написав найкрасивішого листа в своєму житті моїм батькам про мене і про нього. Я була так вражена. Мої батьки теж, вони не мали нічого проти» (98). Але як одружуватися, коли вона католичка а він єврей? Юна пише що вони недооцінили релігійне питання «Ми не уявляли собі, що це так важливо» (99). Бруно не був релігійним євреєм, але Юзефіна була дуже вражена коли взнала, що він ходив до цадика[2] щоби дізнатися про майбутнє сім’ї. Здається що він почув не дуже втішну картину, але відмовився про це говорити, тільки кажучи, що жорстока доля на нього та його племінників чекає (101). Він все таки вирішив вийти з юдаїзму офіційно. «Заради Мене» пише Юна, «для його сім’ї це було шоком» (103). Для того, щоби одружитися, потрібно були всякі кумедні юридичні викрутаси, вони повинні були жителями Сілезії, де ще існували якійсь старі пруські закони, що дозволяли таким парам одружуватися (104). Все це загрузло в адміністративних проблемах. Він мене благав його не покидати називаючи мене «своїм вірним партнером», як Юна сама визнала « ми обмінялись більше листами, ніж пестощами. Я пристрасно вірила у все те, що я читала в його листах» (108). Незабаром він знайшов собі заняття, щоб компенсувати її самотність у Варшаві, це був переклад «Процесу» Франца Кафки. Вони разом переклали цей твір, як Юна писала «в загальному я переклала книгу, а Бруно тільки виправляв стиль, він же наполіг, щоби ми поділили порівну гонорар за переклад «600 злотих для мене, і 400 для нього».
Юна зрозуміла, що Бруно не мав ані найменшого наміру створити сім’ю, він не був готовий. Кінець їхнім стосункам прийшов у Дрогобичі, коли Юна приїхала щоби його провідати. Як вона розповідає «я була в його кімнаті, він кудись вийшов, а я глянула на листи на його столі. Один лист був від якоїсь Роми Гальперн (Roma Halpern) з Варшави. Я її не знала. Я почала читати лист, в якому Бруно жалівся на мене: «Юна своїми почуттями мене поневолює і зробила мене її рабом […] Ви не бачите в ній загрозу для моєї творчості?» (124). Юна була шокована, як це так «вона якась міщанка, дурна наречена, чиї буржуазні смаки вбивають генія?» (125).
У грудні 1937 року вона вирішила накласти на себе руки, проковтнувши снодійне. ЇЇ врятували, але вона вирішила залишити Варшаву й повернутися до батьків до Янова. Бруно приходив до неї в лікарню, де вони разом вдавали, що нічого не трапилось, а все це тільки інфекція, ґрип. Вони брехали один одному. Її батьки нічого їй не сказали. Всі розуміли, крім Бруно, який здається не хотів розуміти. Він писав їй, але вона йому не відповідала, їй здавалось що краща відповідь це було її мовчання.
Згодом вона знайшла роботу в Стрию, в польській середній школі для дівчат. Вона й надалі не відповідала на листи Бруно, але купила його нову книгу «Санаторій під клепсидрою», і побачила, що він цю книгу присвятив « Юзефіні Шелінській». «Не моїй дорогій Юні, а Юзефіні Шелінській», так сухо», - плаче Юна (152). В цей час новини з фронту були страхітливими, ніхто не міг зупинити німців. Юна повернулася до своїх батьків до Янова, позаяк школу закрили. І тут сталося страшне. Одного дня в липні місяці, вона вирішила, що досить плакати за Бруно, вирішила піти на озеро скупатися. Купаючись вона почула постріли, коли повернулась додому, побачила що її батьки були вбиті. «Як же ТАК???! Адже вони були поляками! А батьки були вбиті не як поляки, а як євреї» (192). Юна впаніці почала збиратися, вона залишила свій дім назавжди. Тікаючи, вона сховала листи Бруно на горищі. Юна змогла потрапити до Варшави, за кілька днів до його смерті, Бруно все таки написав їй «що робити?» Вона розплакалась, порадилась з Штурмом (Szturm), все було заплановано і були готові фальшиві документи для Бруно, на 19 листопада квиток на потяг до Львова. У Варшаві, Юна чекала марно на його повернення, що сталося? А війна продовжувалась. Юна залишилася у Варшаві, вона продовжувала викладати, але була змушена постійно міняти місце проживання. З часом вона переїхала до Ласки, де працювала в літньому таборі для дітей з бідних сімей, це диво, що вона вижила. Після війни найдорожчі для неї місця – Янів, Дрогобич та Стрий – тепер були за кордоном, недосяжні. Нічого не тримало її в Варшаві, тим більше, що Варшава була суцільною руїною. Вона знайшла двоюрідну сестру, яка вижила, Юзю Шрензель (Józia Schrenzel ) і переїхала з неї до Ґданська, хоча її сестра і померла зразу після переїзду. Від травня 1945 року вона подала заяву в адміністрацію міста, щоб отримати роботу в школі. Але їй запропонували бути перекладачкою мера німецькою мовою. «Ні, подумала вона, я почула досить німецької мови, з мене досить її до кінця свого життя» (233). Вона також викреслила чоловіків зі свого життя. Вона знайшла свого брата, Францішка: він єдиний, хто вижив з її родини. Він їй приніс мішок цукерок і невеликий подарунок. Вона розгорнула папір маленького пакету і, що вона бачить! Не вірить своїм очам, два портрети, намальованих Бруно! Брат так і не зміг пояснити, де він їх знайшов, щось там бурмотів про спільних друзів і про посилку з Янова (239). Помалу Юзефіна почала розуміти, що Бруно почав стиратися з її пам’яті, вона подумала тоді: «Боже мій, це ніби він не існує і ніколи не існував. Я повинна щось робити, щоби зберегти пам’ять про нього. Швидко!» (239). Вона ретельно перевірила, чи були твори Шульца в місцевій бібліотеці, але ні, жодного сліду. «Як це так, Бруно Шульц! Великий польський письменник. ЇЇ Бруно» (240). Вона шукала інформацію про Дрогобич. Вона почула, що майже всі євреї ґетто Дрогобича були вбиті і ніхто нічого не знав про Бруно. Вона вирішила поїхати до Варшави поговорити з Зоф’єю Налковською (Zofia Nałkowska), і тут її секретар розповів їй, що сталося в Дрогобичі. Вона хотіла одразу поїхати до Дрогобича, відшукати могилу Бруно, але як потрапити тепер до Дрогобича? Де отримати потрібні документи? Вона не пам’ятає, як вона доїхала назад до Гданська.
Після повернення до Гданська, вона побачила його, Бруно. Блідого, утомленого але присутнього. Вона подумала що божеволіє, чи це сон, але це не так. Він був з нею, він повернувся, і це було найгловніше. Вона вирішила діяти: придбала бібліотеку, вирізала листки з зошитів, використовувала офіційні друковані документи, витягувала скріпки. Праця була методична. Новий каталог, нові справи. Справа «Бруно Шульц. Народився в Дрогобичі. Батько, мати …». Завела нову теку « Сім’я Шульца». Разом вони готуються і записуються всі спогади. Але одного дня, коли вона повернулась з роботи, його не було. Вона його шукала, але нічого, порожньо. Вона панікує, але тут відкриваючи газету вона побачила маленьке оголошення: якийсь Фіцовський, автор, шукає інформацію про Бруно Шульца, художника з Дрогобича. Отже «Бруно мене не полишив». Вона подумала: «він мені вказує, що робити». І вона негайно відповіла на це оголошення й запросила Фіцовського до Гданська, але він зник на цілих 16 років.
Аж тільки 16 років після того, як вони відновили листування, 1964 року Юна відчула що прийшов час розповісти світу правду про Бруно, але в малих дозах. Вона дала дозвіл на опублікування їхніх листів і її спогадів, за умови, щоби Фіцовський не згадував її ім’я. Однак, вона не мала жодних листів від Бруно, вони всі залишились в Янові. Вона далі продовжувала вести свої теки і аркуші. Аркуш РІЛЬКЕ: Бруно знав всі поезії Рільке напам’ять. СОБАКА: рідко присутній у його роботах. В його картинах, він себе часто ідентифікував з собакою чи його alter ego. Зверніть увагу на таку деталь: портрет хлопчика з собакою, якого всі вважали автопортретом Бруно, є насправді портретом його племінника. КІТ: Він не любив кішок, навіть якщо багато котів тинялись біля його будинку. МУХА: Згідно з сімейною леґендою, Бруно годував мух. В його прозі мухи з’являються в образі бджіл, які купаються в сонячному промінні, квінтесенція липкого багаття, як і сьогодні. ПАПІР: він любив папір, його збирав і завжди мав його під рукою. КІНО: він часто ходив в кіно, особливо на шедеври німого кіно в кінотеатр «Олімпія» в Дрогобичі чи в «Ютженка», власником останньої декілька років був його брат Ізидор.
1967 року Фіцовський надіслав їй книгу Шульца «Реґіони великої єресі». На вісімнадцятій сторінці вона побачила фотографію маленької дитини, приблизно чотирирічної, що сидить в кріслі у фотографа у мереживній сукні. Фотографія була підписана «Бруно Шульц, приблизно 1895». Вона мало не задихнулася, вона зразу же написала Фіцовському що на тій сторінці, це не Бруно, а вона. У наступних виданнях книги, фотографія просто зникла без коментарів. Юну дуже дратувало те, що всі колишні учні Бруно почали писати і публікувати спогади про їхнього професора. Деякі нісенітниці так її нервували, що вона відписувала Фіцовському. Молоді дівчата його називали «божевільний вчитель». Одна згадала, що він її питав «як можна мати таке гладке чоло?» Юна подумала « чи могла ця дурепа згадати, скільки років після цього випадку, що їй говорив вчитель? І чи згадала би вона, якщо би Шульц не був би відомим?» (363). Або ще одна згадувала, як вони гуляли, тримаючись за руки і як Бруно пояснював їй всі складнощі націонал-соціалізму. Що?! Учитель з неповнолітньою студенткою? Говорив про націонал-соціалізм?? (364). Інша писала, що вони його вважали ексцентричним, і його дражнили, а він ввічливо їм посміхався. Якась панянка Б. дружила з сімейством Вайнгартен (Weingarten). Виявляється, що вона нас там бачила, і я навіть її запросила потім до себе. А ще така деталь, виявляється що Бруно випив трохи вина з моєї туфлі. Ну що за дурниці! Бруно ніколи не пив і краплі вина!» (364). Хлопці також розповідали різні історії, але це було рідше і вони були більше нудними. В цілому, учні чоловічої статі розповіли, як вони в квартирі Бруно з розкритими ротами дивились на картини оголених жінок з батогами. Одна річ все ж таки змусила її посміхнутися. Ні, жоден з цих фахівців в мистецтві не думав, що на тих картинах робила звичайна миска. Мої дорогі пани, думала Юна, ви не знаєте, що ця миска була необхідним аксесуаром повій. Тому замість давати такі назви як « П’ять жінок і один чоловік» треба сказати «П’ять повій і клієнт», чи «Чотири повії» ( 371).
Юзефіна, Юна, вирішила покінчити життя самогубством 11 липня 1991 року. Вона залишила пляшку шампанського в холодильнику. Немає сумнівів в тому, що вона хотіла її відкрити в день народження Бруно. Наступного року йому би виповнилось 100 років.